# Liste des députés allemands de la république de Weimar (2e législature)
Les députés de le deuxième législature de la république de Weimar sont les députés du Reichstag élus lors des élections législatives allemandes de mai 1924 pour la période mai 1924-décembre 1924.

## Liste des députés
| Land                                                                    | Circonscription                   | Élu                                  | Parti | Parti |
| ----------------------------------------------------------------------- | --------------------------------- | ------------------------------------ | ----- | ----- |
| État libre de Prusse                                                    | 01 (Prusse-Orientale)             | Josef Lübbring                       |       | SPD   |
| État libre de Prusse                                                    | 01 (Prusse-Orientale)             | Hermann Schulz                       |       | SPD   |
| État libre de Prusse                                                    | 01 (Prusse-Orientale)             | Franz Behrens                        |       | DNVP  |
| État libre de Prusse                                                    | 01 (Prusse-Orientale)             | Botho-Wendt zu Eulenburg             |       | DNVP  |
| État libre de Prusse                                                    | 01 (Prusse-Orientale)             | Alfred Fletcher                      |       | DNVP  |
| État libre de Prusse                                                    | 01 (Prusse-Orientale)             | Paul Hensel                          |       | DNVP  |
| État libre de Prusse                                                    | 01 (Prusse-Orientale)             | Else von Sperber                     |       | DNVP  |
| État libre de Prusse                                                    | 01 (Prusse-Orientale)             | Eugen Wormit                         |       | DNVP  |
| État libre de Prusse                                                    | 01 (Prusse-Orientale)             | Paul Fleischer                       |       | ZEN   |
| État libre de Prusse                                                    | 01 (Prusse-Orientale)             | Max Heydemann                        |       | KPD   |
| État libre de Prusse                                                    | 01 (Prusse-Orientale)             | Guido Heym                           |       | KPD   |
| État libre de Prusse                                                    | 01 (Prusse-Orientale)             | Ernst Scholz                         |       | DVP   |
| État libre de Prusse                                                    | 01 (Prusse-Orientale)             | Jürgen von Ramin                     |       | NSFP  |
| État libre de Prusse                                                    | 02 (Berlin)                       | Siegfried Aufhäuser                  |       | SPD   |
| État libre de Prusse                                                    | 02 (Berlin)                       | Clara Bohm-Schuch                    |       | SPD   |
| État libre de Prusse                                                    | 02 (Berlin)                       | Arthur Crispien                      |       | SPD   |
| État libre de Prusse                                                    | 02 (Berlin)                       | Hugo Heimann                         |       | SPD   |
| État libre de Prusse                                                    | 02 (Berlin)                       | Emil Berndt                          |       | DNVP  |
| État libre de Prusse                                                    | 02 (Berlin)                       | Wilhelm Laverrenz                    |       | DNVP  |
| État libre de Prusse                                                    | 02 (Berlin)                       | Gustav Wischnövski                   |       | DNVP  |
| État libre de Prusse                                                    | 02 (Berlin)                       | Paul Beusch                          |       | ZEN   |
| État libre de Prusse                                                    | 02 (Berlin)                       | Emil Eichhorn                        |       | KPD   |
| État libre de Prusse                                                    | 02 (Berlin)                       | Ruth Fischer                         |       | KPD   |
| État libre de Prusse                                                    | 02 (Berlin)                       | Arthur Rosenberg                     |       | KPD   |
| État libre de Prusse                                                    | 02 (Berlin)                       | Hans von Raumer                      |       | DVP   |
| État libre de Prusse                                                    | 02 (Berlin)                       | Franz Holzamer                       |       | WP    |
| État libre de Prusse                                                    | 03 (Potsdam II)                   | Eduard Bernstein                     |       | SPD   |
| État libre de Prusse                                                    | 03 (Potsdam II)                   | Fritz Zubeil                         |       | SPD   |
| État libre de Prusse                                                    | 03 (Potsdam II)                   | Fritz Geisler                        |       | DNVP  |
| État libre de Prusse                                                    | 03 (Potsdam II)                   | Wilhelm Ohler                        |       | DNVP  |
| État libre de Prusse                                                    | 03 (Potsdam II)                   | Kuno von Westarp                     |       | DNVP  |
| État libre de Prusse                                                    | 03 (Potsdam II)                   | Anton Grylewicz                      |       | KPD   |
| État libre de Prusse                                                    | 03 (Potsdam II)                   | Karl Vierath                         |       | KPD   |
| État libre de Prusse                                                    | 03 (Potsdam II)                   | Siegfried von Kardorff               |       | DVP   |
| État libre de Prusse                                                    | 03 (Potsdam II)                   | Reinhold Wulle                       |       | NSFP  |
| État libre de Prusse                                                    | 03 (Potsdam II)                   | Bernhard Dernburg                    |       | DDP   |
| État libre de Prusse                                                    | 03 (Potsdam II)                   | Richard Kunze                        |       | DtSP  |
| État libre de Prusse                                                    | 04 (Potsdam I)                    | Rudolf Breitscheid                   |       | SPD   |
| État libre de Prusse                                                    | 04 (Potsdam I)                    | Marie Juchacz                        |       | SPD   |
| État libre de Prusse                                                    | 04 (Potsdam I)                    | Rudolf Wissell                       |       | SPD   |
| État libre de Prusse                                                    | 04 (Potsdam I)                    | Gustav Budjuhn                       |       | DNVP  |
| État libre de Prusse                                                    | 04 (Potsdam I)                    | Berthold Krüger                      |       | DNVP  |
| État libre de Prusse                                                    | 04 (Potsdam I)                    | Karl Steiniger                       |       | DNVP  |
| État libre de Prusse                                                    | 04 (Potsdam I)                    | Walter Stubbendorff                  |       | DNVP  |
| État libre de Prusse                                                    | 04 (Potsdam I)                    | Paul Schlecht                        |       | KPD   |
| État libre de Prusse                                                    | 04 (Potsdam I)                    | Werner Scholem                       |       | KPD   |
| État libre de Prusse                                                    | 04 (Potsdam I)                    | Georg Ahlemann                       |       | NSFP  |
| État libre de Prusse                                                    | 04 (Potsdam I)                    | Ludwig Bergsträsser                  |       | DDP   |
| État libre de Prusse                                                    | 05 (Francfort)                    | Oswald Schumann                      |       | SPD   |
| État libre de Prusse                                                    | 05 (Francfort)                    | Otto Wels                            |       | SPD   |
| État libre de Prusse                                                    | 05 (Francfort)                    | Wilhelm Bruhn                        |       | DNVP  |
| État libre de Prusse                                                    | 05 (Francfort)                    | Hans Arthur von Kemnitz              |       | DNVP  |
| État libre de Prusse                                                    | 05 (Francfort)                    | Walter von Keudell                   |       | DNVP  |
| État libre de Prusse                                                    | 05 (Francfort)                    | Wilhelm Lindner                      |       | DNVP  |
| État libre de Prusse                                                    | 05 (Francfort)                    | Paul Schulze                         |       | DNVP  |
| État libre de Prusse                                                    | 05 (Francfort)                    | Kurt Wege                            |       | DNVP  |
| État libre de Prusse                                                    | 05 (Francfort)                    | Bernhard Buchholz                    |       | ZEN   |
| État libre de Prusse                                                    | 06 (Poméranie)                    | Otto Friedrich Passehl               |       | SPD   |
| État libre de Prusse                                                    | 06 (Poméranie)                    | Gustav Schumann                      |       | SPD   |
| État libre de Prusse                                                    | 06 (Poméranie)                    | Willy Jandrey                        |       | DNVP  |
| État libre de Prusse                                                    | 06 (Poméranie)                    | Gustav Malkewitz                     |       | DNVP  |
| État libre de Prusse                                                    | 06 (Poméranie)                    | Hans Schlange                        |       | DNVP  |
| État libre de Prusse                                                    | 06 (Poméranie)                    | Otto Schmidt                         |       | DNVP  |
| État libre de Prusse                                                    | 06 (Poméranie)                    | Maria Schott                         |       | DNVP  |
| État libre de Prusse                                                    | 06 (Poméranie)                    | Georg Schultz                        |       | DNVP  |
| État libre de Prusse                                                    | 06 (Poméranie)                    | Johannes Wolf                        |       | DNVP  |
| État libre de Prusse                                                    | 06 (Poméranie)                    | Friedrich Karl von Zitzewitz-Muttrin |       | DNVP  |
| État libre de Prusse                                                    | 06 (Poméranie)                    | Wilhelm Obendiek                     |       | KPD   |
| État libre de Prusse                                                    | 06 (Poméranie)                    | Theodor Vahlen                       |       | NSFP  |
| État libre de Prusse                                                    | 07 (Breslau)                      | Franz Feldmann                       |       | SPD   |
| État libre de Prusse                                                    | 07 (Breslau)                      | Paul Löbe                            |       | SPD   |
| État libre de Prusse                                                    | 07 (Breslau)                      | Max Seppel                           |       | SPD   |
| État libre de Prusse                                                    | 07 (Breslau)                      | Carl Wendemuth                       |       | SPD   |
| État libre de Prusse                                                    | 07 (Breslau)                      | Axel von Freytagh-Loringhoven        |       | DNVP  |
| État libre de Prusse                                                    | 07 (Breslau)                      | Gustav Hülser                        |       | DNVP  |
| État libre de Prusse                                                    | 07 (Breslau)                      | Paul Lejeune-Jung                    |       | DNVP  |
| État libre de Prusse                                                    | 07 (Breslau)                      | Prätorius von Richthofen             |       | DNVP  |
| État libre de Prusse                                                    | 07 (Breslau)                      | Heinrich Brüning                     |       | ZEN   |
| État libre de Prusse                                                    | 07 (Breslau)                      | Ludwig Perlitius                     |       | ZEN   |
| État libre de Prusse                                                    | 07 (Breslau)                      | Karl-Anton Schulte                   |       | ZEN   |
| État libre de Prusse                                                    | 07 (Breslau)                      | Alfred Hamann                        |       | KPD   |
| État libre de Prusse                                                    | 07 (Breslau)                      | Werner von Rheinbaben                |       | DVP   |
| État libre de Prusse                                                    | 07 (Breslau)                      | Konrad Schliephacke                  |       | NSFP  |
| État libre de Prusse                                                    | 07 (Breslau)                      | Hans Kurth                           |       | DtSP  |
| État libre de Prusse                                                    | 08 (Liegnitz)                     | Otto Buchwitz                        |       | SPD   |
| État libre de Prusse                                                    | 08 (Liegnitz)                     | Anna Nemitz                          |       | SPD   |
| État libre de Prusse                                                    | 08 (Liegnitz)                     | Paul Taubadel                        |       | SPD   |
| État libre de Prusse                                                    | 08 (Liegnitz)                     | Oskar Hergt                          |       | DNVP  |
| État libre de Prusse                                                    | 08 (Liegnitz)                     | Ernst Manzke                         |       | DNVP  |
| État libre de Prusse                                                    | 08 (Liegnitz)                     | Hermann Schröter                     |       | DNVP  |
| État libre de Prusse                                                    | 08 (Liegnitz)                     | Heinrich Wilkens                     |       | ZEN   |
| État libre de Prusse                                                    | 08 (Liegnitz)                     | August Beuermann                     |       | DVP   |
| État libre de Prusse                                                    | 08 (Liegnitz)                     | Julius Kopsch                        |       | DDP   |
| État libre de Prusse                                                    | 09 (Oppeln)                       | Edgar Wolf                           |       | DNVP  |
| État libre de Prusse                                                    | 09 (Oppeln)                       | Franz Ehrhardt                       |       | ZEN   |
| État libre de Prusse                                                    | 09 (Oppeln)                       | Carl Ulitzka                         |       | ZEN   |
| État libre de Prusse                                                    | 09 (Oppeln)                       | Alois Zipper                         |       | ZEN   |
| État libre de Prusse                                                    | 09 (Oppeln)                       | Anton Jadasch                        |       | KPD   |
| État libre de Prusse                                                    | 09 (Oppeln)                       | Friedrich Jendrosch                  |       | KPD   |
| État libre de Prusse                                                    | 10 (Magdebourg)                   | Gustav Bauer                         |       | SPD   |
| État libre de Prusse                                                    | 10 (Magdebourg)                   | Ferdinand Bender                     |       | SPD   |
| État libre de Prusse                                                    | 10 (Magdebourg)                   | Wilhelm Dittmann                     |       | SPD   |
| État libre de Prusse                                                    | 10 (Magdebourg)                   | Hermann Silberschmidt                |       | SPD   |
| État libre de Prusse                                                    | 10 (Magdebourg)                   | Ernst Martin                         |       | DNVP  |
| État libre de Prusse                                                    | 10 (Magdebourg)                   | Carl Rieseberg                       |       | DNVP  |
| État libre de Prusse                                                    | 10 (Magdebourg)                   | Martin Schiele                       |       | DNVP  |
| État libre de Prusse                                                    | 10 (Magdebourg)                   | Walther Kulenkampff                  |       | DVP   |
| État libre de Prusse                                                    | 10 (Magdebourg)                   | Johannes Rammelt                     |       | DVP   |
| État libre de Prusse                                                    | 10 (Magdebourg)                   | Wilhelm Thierkopf                    |       | DVP   |
| État libre de Prusse                                                    | 10 (Magdebourg)                   | Eugen Schiffer                       |       | DDP   |
| État libre de Prusse                                                    | 11 (Mersebourg)                   | Richard Krüger                       |       | SPD   |
| État libre de Prusse                                                    | 11 (Mersebourg)                   | Fritz Kunert                         |       | SPD   |
| État libre de Prusse                                                    | 11 (Mersebourg)                   | Günther Gereke                       |       | DNVP  |
| État libre de Prusse                                                    | 11 (Mersebourg)                   | Emil Hemeter                         |       | DNVP  |
| État libre de Prusse                                                    | 11 (Mersebourg)                   | Bernhard Leopold                     |       | DNVP  |
| État libre de Prusse                                                    | 11 (Mersebourg)                   | Wilhelm Koenen                       |       | KPD   |
| État libre de Prusse                                                    | 11 (Mersebourg)                   | Hedwig Krüger                        |       | KPD   |
| État libre de Prusse                                                    | 11 (Mersebourg)                   | Max Lademann                         |       | KPD   |
| État libre de Prusse                                                    | 11 (Mersebourg)                   | Carl Cremer                          |       | DVP   |
| État libre de Prusse                                                    | 11 (Mersebourg)                   | Arno Chwatal                         |       | NSFP  |
| Land de Thuringe                                                        | 12 (Thuringe)                     | Wilhelm Bock                         |       | SPD   |
| Land de Thuringe                                                        | 12 (Thuringe)                     | August Frölich                       |       | SPD   |
| Land de Thuringe                                                        | 12 (Thuringe)                     | Kurt Rosenfeld                       |       | SPD   |
| Land de Thuringe                                                        | 12 (Thuringe)                     | Mathilde Wurm                        |       | SPD   |
| Land de Thuringe                                                        | 12 (Thuringe)                     | Friedrich Döbrich                    |       | DNVP  |
| Land de Thuringe                                                        | 12 (Thuringe)                     | Hans von Goldacker                   |       | DNVP  |
| Land de Thuringe                                                        | 12 (Thuringe)                     | Walther Graef                        |       | DNVP  |
| Land de Thuringe                                                        | 12 (Thuringe)                     | Franz Hänse                          |       | DNVP  |
| Land de Thuringe                                                        | 12 (Thuringe)                     | Anton Höfle                          |       | ZEN   |
| Land de Thuringe                                                        | 12 (Thuringe)                     | Emil Höllein                         |       | KPD   |
| Land de Thuringe                                                        | 12 (Thuringe)                     | Karl Korsch                          |       | KPD   |
| Land de Thuringe                                                        | 12 (Thuringe)                     | Hermann Schubert                     |       | KPD   |
| Land de Thuringe                                                        | 12 (Thuringe)                     | Richard Leutheußer                   |       | DVP   |
| Land de Thuringe                                                        | 12 (Thuringe)                     | Frances Magnus                       |       | DVP   |
| Land de Thuringe                                                        | 12 (Thuringe)                     | Franz Stöhr                          |       | NSFP  |
| Land de Thuringe                                                        | 12 (Thuringe)                     | Heinrich Gerland                     |       | DDP   |
| Land de Thuringe                                                        | 12 (Thuringe)                     | Johannes Dunkel                      |       | DtSP  |
| État libre de Prusse                                                    | 13 (Schleswig-Holstein)           | Otto Eggerstedt                      |       | SPD   |
| État libre de Prusse                                                    | 13 (Schleswig-Holstein)           | Max Richter                          |       | SPD   |
| État libre de Prusse                                                    | 13 (Schleswig-Holstein)           | Louise Schroeder                     |       | SPD   |
| État libre de Prusse                                                    | 13 (Schleswig-Holstein)           | Karl Lohmann                         |       | DNVP  |
| État libre de Prusse                                                    | 13 (Schleswig-Holstein)           | Ernst Oberfohren                     |       | DNVP  |
| État libre de Prusse                                                    | 13 (Schleswig-Holstein)           | Richard Thomsen                      |       | DNVP  |
| État libre de Prusse                                                    | 13 (Schleswig-Holstein)           | Hugo Urbahns                         |       | KPD   |
| État libre de Prusse                                                    | 13 (Schleswig-Holstein)           | Heinrich Runkel                      |       | DVP   |
| État libre de Prusse                                                    | 13 (Schleswig-Holstein)           | Ernst Graf zu Reventlow              |       | NSFP  |
| État libre de Prusse                                                    | 13 (Schleswig-Holstein)           | Johann Heinrich von Bernstorff       |       | DDP   |
| État libre de Prusse                                                    | 14 (Weser-Ems)                    | Alfred Henke                         |       | SPD   |
| État libre de Prusse                                                    | 14 (Weser-Ems)                    | Oskar Hünlich                        |       | SPD   |
| État libre de Prusse                                                    | 14 (Weser-Ems)                    | Otto Fürst von Bismarck              |       | DNVP  |
| État libre de Prusse                                                    | 14 (Weser-Ems)                    | Gustav Hartz                         |       | DNVP  |
| État libre de Prusse                                                    | 14 (Weser-Ems)                    | Heinrich Brauns                      |       | ZEN   |
| État libre de Prusse                                                    | 14 (Weser-Ems)                    | Theodor Pennemann                    |       | ZEN   |
| État libre de Prusse                                                    | 14 (Weser-Ems)                    | Rudolf Lindau                        |       | KPD   |
| État libre de Prusse                                                    | 14 (Weser-Ems)                    | Alfred Gildemeister                  |       | DVP   |
| État libre de Prusse                                                    | 14 (Weser-Ems)                    | Wilhelm Henning                      |       | NSFP  |
| État libre de Prusse                                                    | 14 (Weser-Ems)                    | Erich Koch                           |       | DDP   |
| État libre de Prusse                                                    | 15 (Hanovre-Oriental)             | Friedrich Nowack                     |       | SPD   |
| État libre de Prusse                                                    | 15 (Hanovre-Oriental)             | Friedrich Peine                      |       | SPD   |
| État libre de Prusse                                                    | 15 (Hanovre-Oriental)             | Otto Schmidt-Hannover                |       | DNVP  |
| État libre de Prusse                                                    | 15 (Hanovre-Oriental)             | Heinrich Beythien                    |       | DVP   |
| État libre de Prusse                                                    | 15 (Hanovre-Oriental)             | Ludwig Alpers                        |       | DHP   |
| État libre de Prusse                                                    | 15 (Hanovre-Oriental)             | Carl Sievers                         |       | DHP   |
| État libre de Prusse                                                    | 16 (Hanovre-du-Sud-Brunswick)     | Elise Bartels                        |       | SPD   |
| État libre de Prusse                                                    | 16 (Hanovre-du-Sud-Brunswick)     | August Brey                          |       | SPD   |
| État libre de Prusse                                                    | 16 (Hanovre-du-Sud-Brunswick)     | Joseph Hartleib                      |       | SPD   |
| État libre de Prusse                                                    | 16 (Hanovre-du-Sud-Brunswick)     | Paul Junke                           |       | SPD   |
| État libre de Prusse                                                    | 16 (Hanovre-du-Sud-Brunswick)     | August Karsten                       |       | SPD   |
| État libre de Prusse                                                    | 16 (Hanovre-du-Sud-Brunswick)     | Diederich Logemann                   |       | DNVP  |
| État libre de Prusse                                                    | 16 (Hanovre-du-Sud-Brunswick)     | Erich Wienbeck                       |       | DNVP  |
| État libre de Prusse                                                    | 16 (Hanovre-du-Sud-Brunswick)     | Heinrich Steiger                     |       | ZEN   |
| État libre de Prusse                                                    | 16 (Hanovre-du-Sud-Brunswick)     | Iwan Katz                            |       | KPD   |
| État libre de Prusse                                                    | 16 (Hanovre-du-Sud-Brunswick)     | Helmuth Albrecht                     |       | DVP   |
| État libre de Prusse                                                    | 16 (Hanovre-du-Sud-Brunswick)     | Friedrich Cramm                      |       | DVP   |
| État libre de Prusse                                                    | 16 (Hanovre-du-Sud-Brunswick)     | Georg Weidenhöfer                    |       | NSFP  |
| État libre de Prusse                                                    | 16 (Hanovre-du-Sud-Brunswick)     | Hartmann von Richthofen              |       | DDP   |
| État libre de Prusse                                                    | 16 (Hanovre-du-Sud-Brunswick)     | August Hampe                         |       | DHP   |
| État libre de Prusse                                                    | 16 (Hanovre-du-Sud-Brunswick)     | Heinrich Meyer                       |       | DHP   |
| État libre de Prusse                                                    | 17 (Westphalie-du-Nord)           | Alfred Janschek                      |       | SPD   |
| État libre de Prusse                                                    | 17 (Westphalie-du-Nord)           | Carl Schreck                         |       | SPD   |
| État libre de Prusse                                                    | 17 (Westphalie-du-Nord)           | Carl Severing                        |       | SPD   |
| État libre de Prusse                                                    | 17 (Westphalie-du-Nord)           | Alfred Hugenberg                     |       | DNVP  |
| État libre de Prusse                                                    | 17 (Westphalie-du-Nord)           | Gottfried Treviranus                 |       | DNVP  |
| État libre de Prusse                                                    | 17 (Westphalie-du-Nord)           | Franz Bornefeld-Ettmann              |       | ZEN   |
| État libre de Prusse                                                    | 17 (Westphalie-du-Nord)           | Carl Herold                          |       | ZEN   |
| État libre de Prusse                                                    | 17 (Westphalie-du-Nord)           | Rudolf ten Hompel                    |       | ZEN   |
| État libre de Prusse                                                    | 17 (Westphalie-du-Nord)           | Hermann Lange-Hegermann              |       | ZEN   |
| État libre de Prusse                                                    | 17 (Westphalie-du-Nord)           | Georg Schreiber                      |       | ZEN   |
| État libre de Prusse                                                    | 17 (Westphalie-du-Nord)           | Adam Stegerwald                      |       | ZEN   |
| État libre de Prusse                                                    | 17 (Westphalie-du-Nord)           | Peter Maslowski                      |       | KPD   |
| État libre de Prusse                                                    | 17 (Westphalie-du-Nord)           | Robert Neddermeyer                   |       | KPD   |
| État libre de Prusse                                                    | 17 (Westphalie-du-Nord)           | Heinrich Engberding                  |       | DVP   |
| État libre de Prusse                                                    | 17 (Westphalie-du-Nord)           | Otto Hugo                            |       | DVP   |
| État libre de Prusse                                                    | 18 (Westphalie-du-Sud)            | Friedrich Ernst Husemann             |       | SPD   |
| État libre de Prusse                                                    | 18 (Westphalie-du-Sud)            | Max König                            |       | SPD   |
| État libre de Prusse                                                    | 18 (Westphalie-du-Sud)            | Robert Schmidt                       |       | SPD   |
| État libre de Prusse                                                    | 18 (Westphalie-du-Sud)            | Reinhard Mumm                        |       | DNVP  |
| État libre de Prusse                                                    | 18 (Westphalie-du-Sud)            | Otto Rippel                          |       | DNVP  |
| État libre de Prusse                                                    | 18 (Westphalie-du-Sud)            | Johannes Becker                      |       | ZEN   |
| État libre de Prusse                                                    | 18 (Westphalie-du-Sud)            | Heinrich Imbusch                     |       | ZEN   |
| État libre de Prusse                                                    | 18 (Westphalie-du-Sud)            | Agnes Neuhaus                        |       | ZEN   |
| État libre de Prusse                                                    | 18 (Westphalie-du-Sud)            | Anton Rheinländer                    |       | ZEN   |
| État libre de Prusse                                                    | 18 (Westphalie-du-Sud)            | Paul Schulz-Gahmen                   |       | ZEN   |
| État libre de Prusse                                                    | 18 (Westphalie-du-Sud)            | Maria Backenecker                    |       | KPD   |
| État libre de Prusse                                                    | 18 (Westphalie-du-Sud)            | Paul Frölich                         |       | KPD   |
| État libre de Prusse                                                    | 18 (Westphalie-du-Sud)            | Kurt Rosenbaum                       |       | KPD   |
| État libre de Prusse                                                    | 18 (Westphalie-du-Sud)            | Max Schütz                           |       | KPD   |
| État libre de Prusse                                                    | 18 (Westphalie-du-Sud)            | Hermann Klingspor                    |       | DVP   |
| État libre de Prusse                                                    | 18 (Westphalie-du-Sud)            | August Winnefeld                     |       | DVP   |
| État libre de Prusse                                                    | 18 (Westphalie-du-Sud)            | Paul Ziegler                         |       | DDP   |
| État libre de Prusse                                                    | 19 (Hesse-Nassau)                 | Robert Dißmann                       |       | SPD   |
| État libre de Prusse                                                    | 19 (Hesse-Nassau)                 | Gustav Hoch                          |       | SPD   |
| État libre de Prusse                                                    | 19 (Hesse-Nassau)                 | Heinrich Hüttmann                    |       | SPD   |
| État libre de Prusse                                                    | 19 (Hesse-Nassau)                 | Philipp Scheidemann                  |       | SPD   |
| État libre de Prusse                                                    | 19 (Hesse-Nassau)                 | Michael Schnabrich                   |       | SPD   |
| État libre de Prusse                                                    | 19 (Hesse-Nassau)                 | Philipp Christ                       |       | DNVP  |
| État libre de Prusse                                                    | 19 (Hesse-Nassau)                 | Emil Hartwig                         |       | DNVP  |
| État libre de Prusse                                                    | 19 (Hesse-Nassau)                 | Heinrich Lind                        |       | DNVP  |
| État libre de Prusse                                                    | 19 (Hesse-Nassau)                 | Karl Veidt                           |       | DNVP  |
| État libre de Prusse                                                    | 19 (Hesse-Nassau)                 | August Crone-Münzebrock              |       | ZEN   |
| État libre de Prusse                                                    | 19 (Hesse-Nassau)                 | Heinrich Roth                        |       | ZEN   |
| État libre de Prusse                                                    | 19 (Hesse-Nassau)                 | Jean Albert Schwarz                  |       | ZEN   |
| État libre de Prusse                                                    | 19 (Hesse-Nassau)                 | Clara Zetkin                         |       | KPD   |
| État libre de Prusse                                                    | 19 (Hesse-Nassau)                 | Wilhelm Kalle                        |       | DVP   |
| État libre de Prusse                                                    | 19 (Hesse-Nassau)                 | Theodor Seibert                      |       | DVP   |
| État libre de Prusse                                                    | 19 (Hesse-Nassau)                 | Heinrich Blume                       |       | NSFP  |
| État libre de Prusse                                                    | 19 (Hesse-Nassau)                 | Walther Schücking                    |       | DDP   |
| État libre de Prusse                                                    | 20 (Aix-la-Chapelle-Cologne)      | Wilhelm Sollmann                     |       | SPD   |
| État libre de Prusse                                                    | 20 (Aix-la-Chapelle-Cologne)      | Max Wallraf                          |       | DNVP  |
| État libre de Prusse                                                    | 20 (Aix-la-Chapelle-Cologne)      | Thomas Eßer                          |       | ZEN   |
| État libre de Prusse                                                    | 20 (Aix-la-Chapelle-Cologne)      | Otto Gerig                           |       | ZEN   |
| État libre de Prusse                                                    | 20 (Aix-la-Chapelle-Cologne)      | Karl Hofmann                         |       | ZEN   |
| État libre de Prusse                                                    | 20 (Aix-la-Chapelle-Cologne)      | Joseph Joos                          |       | ZEN   |
| État libre de Prusse                                                    | 20 (Aix-la-Chapelle-Cologne)      | Rudolf Schetter                      |       | ZEN   |
| État libre de Prusse                                                    | 20 (Aix-la-Chapelle-Cologne)      | Josef Sinn                           |       | ZEN   |
| État libre de Prusse                                                    | 20 (Aix-la-Chapelle-Cologne)      | Christine Teusch                     |       | ZEN   |
| État libre de Prusse                                                    | 20 (Aix-la-Chapelle-Cologne)      | Wilhelm Florin                       |       | KPD   |
| État libre de Prusse                                                    | 20 (Aix-la-Chapelle-Cologne)      | Anna Reitler                         |       | KPD   |
| État libre de Prusse                                                    | 20 (Aix-la-Chapelle-Cologne)      | Paul Moldenhauer                     |       | DVP   |
| État libre de Prusse                                                    | 21 (Coblence-Trèves)              | Emil Kirschmann                      |       | SPD   |
| État libre de Prusse                                                    | 21 (Coblence-Trèves)              | Theodor von Guérard                  |       | ZEN   |
| État libre de Prusse                                                    | 21 (Coblence-Trèves)              | Ludwig Kaas                          |       | ZEN   |
| État libre de Prusse                                                    | 21 (Coblence-Trèves)              | Peter Kerp                           |       | ZEN   |
| État libre de Prusse                                                    | 21 (Coblence-Trèves)              | Matthias Neyses                      |       | ZEN   |
| État libre de Prusse                                                    | 21 (Coblence-Trèves)              | Peter Tremmel                        |       | ZEN   |
| État libre de Prusse                                                    | 21 (Coblence-Trèves)              | Karl Hepp                            |       | DVP   |
| État libre de Prusse                                                    | 22 (Düsseldorf-Est)               | Lore Agnes                           |       | SPD   |
| État libre de Prusse                                                    | 22 (Düsseldorf-Est)               | Heinrich Limbertz                    |       | SPD   |
| État libre de Prusse                                                    | 22 (Düsseldorf-Est)               | Wilhelm Koch                         |       | DNVP  |
| État libre de Prusse                                                    | 22 (Düsseldorf-Est)               | Karl Neuhaus                         |       | DNVP  |
| État libre de Prusse                                                    | 22 (Düsseldorf-Est)               | Johannes Giesberts                   |       | ZEN   |
| État libre de Prusse                                                    | 22 (Düsseldorf-Est)               | Wilhelm Marx                         |       | ZEN   |
| État libre de Prusse                                                    | 22 (Düsseldorf-Est)               | Peter Schlack                        |       | ZEN   |
| État libre de Prusse                                                    | 22 (Düsseldorf-Est)               | Artur Koenig                         |       | KPD   |
| État libre de Prusse                                                    | 22 (Düsseldorf-Est)               | Joseph Langenfeld                    |       | KPD   |
| État libre de Prusse                                                    | 22 (Düsseldorf-Est)               | Alfred Schröer                       |       | KPD   |
| État libre de Prusse                                                    | 22 (Düsseldorf-Est)               | Otto Adams                           |       | DVP   |
| État libre de Prusse                                                    | 22 (Düsseldorf-Est)               | Adolf Kempkes                        |       | DVP   |
| État libre de Prusse                                                    | 22 (Düsseldorf-Est)               | Anton Erkelenz                       |       | DDP   |
| État libre de Prusse                                                    | 23 (Düsseldorf-Ouest)             | Otto Braun                           |       | SPD   |
| État libre de Prusse                                                    | 23 (Düsseldorf-Ouest)             | Gottfried von Dryander               |       | DNVP  |
| État libre de Prusse                                                    | 23 (Düsseldorf-Ouest)             | Joseph Allekotte                     |       | ZEN   |
| État libre de Prusse                                                    | 23 (Düsseldorf-Ouest)             | Johannes Bell                        |       | ZEN   |
| État libre de Prusse                                                    | 23 (Düsseldorf-Ouest)             | Johannes Blum                        |       | ZEN   |
| État libre de Prusse                                                    | 23 (Düsseldorf-Ouest)             | Florian Klöckner                     |       | ZEN   |
| État libre de Prusse                                                    | 23 (Düsseldorf-Ouest)             | Franz Wieber                         |       | ZEN   |
| État libre de Prusse                                                    | 23 (Düsseldorf-Ouest)             | Eugen Eppstein                       |       | KPD   |
| État libre de Prusse                                                    | 23 (Düsseldorf-Ouest)             | Wilhelm Schwan                       |       | KPD   |
| État libre de Prusse                                                    | 23 (Düsseldorf-Ouest)             | Walter Stoecker                      |       | KPD   |
| État libre de Prusse                                                    | 23 (Düsseldorf-Ouest)             | Otto Most                            |       | DVP   |
| Bavière                                                                 | 24 (Haute-Bavière-Souabe)         | Antonie Pfülf                        |       | SPD   |
| Bavière                                                                 | 24 (Haute-Bavière-Souabe)         | Georg Simon                          |       | SPD   |
| Bavière                                                                 | 24 (Haute-Bavière-Souabe)         | Alfred von Tirpitz                   |       | DNVP  |
| Bavière                                                                 | 24 (Haute-Bavière-Souabe)         | Albert Buchmann                      |       | KPD   |
| Bavière                                                                 | 24 (Haute-Bavière-Souabe)         | Wendelin Thomas                      |       | KPD   |
| Bavière                                                                 | 24 (Haute-Bavière-Souabe)         | Wilhelm Frick                        |       | NSFP  |
| Bavière                                                                 | 24 (Haute-Bavière-Souabe)         | Hans Jacob                           |       | NSFP  |
| Bavière                                                                 | 24 (Haute-Bavière-Souabe)         | Erich Emminger                       |       | BVP   |
| Bavière                                                                 | 24 (Haute-Bavière-Souabe)         | Franz Xaver Lang                     |       | BVP   |
| Bavière                                                                 | 24 (Haute-Bavière-Souabe)         | Thusnelda Lang-Brumann               |       | BVP   |
| Bavière                                                                 | 24 (Haute-Bavière-Souabe)         | Martin Loibl                         |       | BVP   |
| Bavière                                                                 | 24 (Haute-Bavière-Souabe)         | Hans Rauch                           |       | BVP   |
| Bavière                                                                 | 24 (Haute-Bavière-Souabe)         | Rudolf Schwarzer                     |       | BVP   |
| Bavière                                                                 | 24 (Haute-Bavière-Souabe)         | Anton Fehr                           |       | BBB   |
| Bavière                                                                 | 25 (Basse-Bavière-Haut-Palatinat) | Paul Rahl                            |       | NSFP  |
| Bavière                                                                 | 25 (Basse-Bavière-Haut-Palatinat) | Franz Dauer                          |       | BVP   |
| Bavière                                                                 | 25 (Basse-Bavière-Haut-Palatinat) | Franz Gerauer                        |       | BVP   |
| Bavière                                                                 | 25 (Basse-Bavière-Haut-Palatinat) | Joseph Pfleger                       |       | BVP   |
| Bavière                                                                 | 25 (Basse-Bavière-Haut-Palatinat) | Benedikt Bachmeier                   |       | BBB   |
| Bavière                                                                 | 26 (Franconie)                    | Hermann Müller                       |       | SPD   |
| Bavière                                                                 | 26 (Franconie)                    | Hans Seidel                          |       | SPD   |
| Bavière                                                                 | 26 (Franconie)                    | Josef Simon                          |       | SPD   |
| Bavière                                                                 | 26 (Franconie)                    | Johann Vogel                         |       | SPD   |
| Bavière                                                                 | 26 (Franconie)                    | Georg Bachmann                       |       | DNVP  |
| Bavière                                                                 | 26 (Franconie)                    | Hans Sachs                           |       | DNVP  |
| Bavière                                                                 | 26 (Franconie)                    | Hermann Strathmann                   |       | DNVP  |
| Bavière                                                                 | 26 (Franconie)                    | Johann Meyer                         |       | KPD   |
| Bavière                                                                 | 26 (Franconie)                    | Hans Dietrich                        |       | NSFP  |
| Bavière                                                                 | 26 (Franconie)                    | Emil Gansser                         |       | NSFP  |
| Bavière                                                                 | 26 (Franconie)                    | Christian Roth                       |       | NSFP  |
| Bavière                                                                 | 26 (Franconie)                    | Hanns Ruckdäschel                    |       | NSFP  |
| Bavière                                                                 | 26 (Franconie)                    | Georg Sparrer                        |       | DDP   |
| Bavière                                                                 | 26 (Franconie)                    | Liborius Gerstenberger               |       | BVP   |
| Bavière                                                                 | 26 (Franconie)                    | Franz Herbert                        |       | BVP   |
| Bavière                                                                 | 26 (Franconie)                    | Johann Leicht                        |       | BVP   |
| Bavière                                                                 | 26 (Franconie)                    | Carl Schirmer                        |       | BVP   |
| Bavière                                                                 | 27 (Palatinat)                    | Johannes Hoffmann                    |       | SPD   |
| Bavière                                                                 | 27 (Palatinat)                    | Albert Zapf                          |       | DVP   |
| Bavière                                                                 | 27 (Palatinat)                    | Michael Bayersdörfer                 |       | BVP   |
| État libre de Saxe                                                      | 28 (Dresde-Bautzen)               | Hermann Fleißner                     |       | SPD   |
| État libre de Saxe                                                      | 28 (Dresde-Bautzen)               | Hermann Krätzig                      |       | SPD   |
| État libre de Saxe                                                      | 28 (Dresde-Bautzen)               | Johannes Schirmer                    |       | SPD   |
| État libre de Saxe                                                      | 28 (Dresde-Bautzen)               | Richard Schmidt                      |       | SPD   |
| État libre de Saxe                                                      | 28 (Dresde-Bautzen)               | Tony Sender                          |       | SPD   |
| État libre de Saxe                                                      | 28 (Dresde-Bautzen)               | Anna Margarete Stegmann              |       | SPD   |
| État libre de Saxe                                                      | 28 (Dresde-Bautzen)               | Alwin Domsch                         |       | DNVP  |
| État libre de Saxe                                                      | 28 (Dresde-Bautzen)               | Georg Hartmann                       |       | DNVP  |
| État libre de Saxe                                                      | 28 (Dresde-Bautzen)               | Hugo Paul                            |       | DNVP  |
| État libre de Saxe                                                      | 28 (Dresde-Bautzen)               | Jakob Wilhelm Reichert               |       | DNVP  |
| État libre de Saxe                                                      | 28 (Dresde-Bautzen)               | Siegfried Rädel                      |       | KPD   |
| État libre de Saxe                                                      | 28 (Dresde-Bautzen)               | Rudolf Heinze                        |       | DVP   |
| État libre de Saxe                                                      | 28 (Dresde-Bautzen)               | Rudolph Schneider                    |       | DVP   |
| État libre de Saxe                                                      | 28 (Dresde-Bautzen)               | Wilhelm Külz                         |       | DDP   |
| État libre de Saxe                                                      | 29 (Leipzig)                      | Hugo Saupe                           |       | SPD   |
| État libre de Saxe                                                      | 29 (Leipzig)                      | Friedrich Seger                      |       | SPD   |
| État libre de Saxe                                                      | 29 (Leipzig)                      | Otto Hoetzsch                        |       | DNVP  |
| État libre de Saxe                                                      | 29 (Leipzig)                      | Albrecht Philipp                     |       | DNVP  |
| État libre de Saxe                                                      | 29 (Leipzig)                      | Arthur Nagel                         |       | KPD   |
| État libre de Saxe                                                      | 29 (Leipzig)                      | Max Strötzel                         |       | KPD   |
| État libre de Saxe                                                      | 29 (Leipzig)                      | Otto Thiel                           |       | DVP   |
| État libre de Saxe                                                      | 29 (Leipzig)                      | Johannes Wunderlich                  |       | DVP   |
| État libre de Saxe                                                      | 29 (Leipzig)                      | Theodor Fritsch                      |       | NSFP  |
| État libre de Saxe                                                      | 29 (Leipzig)                      | Walter Goetz                         |       | DDP   |
| État libre de Saxe                                                      | 29 (Leipzig)                      | Richard Lipinski                     |       | USPD  |
| État libre de Saxe                                                      | 30 (Chemnitz-Zwickau)             | Bernhard Kuhnt                       |       | SPD   |
| État libre de Saxe                                                      | 30 (Chemnitz-Zwickau)             | Paul Levi                            |       | SPD   |
| État libre de Saxe                                                      | 30 (Chemnitz-Zwickau)             | Heinrich Ströbel                     |       | SPD   |
| État libre de Saxe                                                      | 30 (Chemnitz-Zwickau)             | Georg Barth                          |       | DNVP  |
| État libre de Saxe                                                      | 30 (Chemnitz-Zwickau)             | Franz Biener                         |       | DNVP  |
| État libre de Saxe                                                      | 30 (Chemnitz-Zwickau)             | Ernst Grube                          |       | KPD   |
| État libre de Saxe                                                      | 30 (Chemnitz-Zwickau)             | Friedrich Heckert                    |       | KPD   |
| État libre de Saxe                                                      | 30 (Chemnitz-Zwickau)             | Max Roscher                          |       | KPD   |
| État libre de Saxe                                                      | 30 (Chemnitz-Zwickau)             | Franz Brüninghaus                    |       | DVP   |
| État libre de Saxe                                                      | 30 (Chemnitz-Zwickau)             | Gottfried Feder                      |       | NSFP  |
| État libre de Saxe                                                      | 30 (Chemnitz-Zwickau)             | Alfred Brodauf                       |       | DDP   |
| État libre de Saxe                                                      | 30 (Chemnitz-Zwickau)             | Ernst Lucke                          |       | WP    |
| État libre populaire de Wurtemberg                                      | 31 (Wurtemberg)                   | Karl Hildenbrand                     |       | SPD   |
| État libre populaire de Wurtemberg                                      | 31 (Wurtemberg)                   | Wilhelm Keil                         |       | SPD   |
| État libre populaire de Wurtemberg                                      | 31 (Wurtemberg)                   | Erich Roßmann                        |       | SPD   |
| État libre populaire de Wurtemberg                                      | 31 (Wurtemberg)                   | Wilhelm Bazille                      |       | DNVP  |
| État libre populaire de Wurtemberg                                      | 31 (Wurtemberg)                   | Wilhelm Haag                         |       | DNVP  |
| État libre populaire de Wurtemberg                                      | 31 (Wurtemberg)                   | Theodor Christian Körner             |       | DNVP  |
| État libre populaire de Wurtemberg                                      | 31 (Wurtemberg)                   | Friedrich Siller                     |       | DNVP  |
| État libre populaire de Wurtemberg                                      | 31 (Wurtemberg)                   | Franz Schenk von Stauffenberg        |       | DNVP  |
| État libre populaire de Wurtemberg                                      | 31 (Wurtemberg)                   | Wilhelm Vogt                         |       | DNVP  |
| État libre populaire de Wurtemberg                                      | 31 (Wurtemberg)                   | Josef Andre                          |       | ZEN   |
| État libre populaire de Wurtemberg                                      | 31 (Wurtemberg)                   | Eugen Bolz                           |       | ZEN   |
| État libre populaire de Wurtemberg                                      | 31 (Wurtemberg)                   | Franz Feilmayr                       |       | ZEN   |
| État libre populaire de Wurtemberg                                      | 31 (Wurtemberg)                   | Johannes Groß                        |       | ZEN   |
| État libre populaire de Wurtemberg                                      | 31 (Wurtemberg)                   | Hermann Remmele                      |       | KPD   |
| État libre populaire de Wurtemberg                                      | 31 (Wurtemberg)                   | Johannes Stetter                     |       | KPD   |
| État libre populaire de Wurtemberg                                      | 31 (Wurtemberg)                   | Christian Mergenthaler               |       | NSFP  |
| État libre populaire de Wurtemberg                                      | 31 (Wurtemberg)                   | Theodor Heuss                        |       | DDP   |
| État libre populaire de Wurtemberg                                      | 31 (Wurtemberg)                   | Philipp Wieland                      |       | DDP   |
| République de Bade                                                      | 32 (Bade)                         | Oskar Geck                           |       | SPD   |
| République de Bade                                                      | 32 (Bade)                         | Georg Schöpflin                      |       | SPD   |
| République de Bade                                                      | 32 (Bade)                         | Alfred Hanemann                      |       | DNVP  |
| République de Bade                                                      | 32 (Bade)                         | Hermann Julier                       |       | DNVP  |
| République de Bade                                                      | 32 (Bade)                         | Anton Damm                           |       | ZEN   |
| République de Bade                                                      | 32 (Bade)                         | Carl Diez                            |       | ZEN   |
| République de Bade                                                      | 32 (Bade)                         | Joseph Ersing                        |       | ZEN   |
| République de Bade                                                      | 32 (Bade)                         | Constantin Fehrenbach                |       | ZEN   |
| République de Bade                                                      | 32 (Bade)                         | Joseph Wirth                         |       | ZEN   |
| République de Bade                                                      | 32 (Bade)                         | Georg Kenzler                        |       | KPD   |
| République de Bade                                                      | 32 (Bade)                         | Julius Curtius                       |       | DVP   |
| République de Bade                                                      | 32 (Bade)                         | Hermann Dietrich                     |       | DDP   |
| État populaire de Hesse                                                 | 33 (Hesse-Darmstadt)              | Eduard David                         |       | SPD   |
| État populaire de Hesse                                                 | 33 (Hesse-Darmstadt)              | Ludwig Quessel                       |       | SPD   |
| État populaire de Hesse                                                 | 33 (Hesse-Darmstadt)              | Carl Ulrich                          |       | SPD   |
| État populaire de Hesse                                                 | 33 (Hesse-Darmstadt)              | Wilhelm Dorsch                       |       | DNVP  |
| État populaire de Hesse                                                 | 33 (Hesse-Darmstadt)              | Fritz Bockius                        |       | ZEN   |
| État populaire de Hesse                                                 | 33 (Hesse-Darmstadt)              | Adam Ebner                           |       | KPD   |
| État populaire de Hesse                                                 | 33 (Hesse-Darmstadt)              | Johann Becker                        |       | DVP   |
| État populaire de Hesse                                                 | 33 (Hesse-Darmstadt)              | Adolf Korell                         |       | DDP   |
| Hambourg                                                                | 34 (Hambourg)                     | Peter Graßmann                       |       | SPD   |
| Hambourg                                                                | 34 (Hambourg)                     | Franz Laufkötter                     |       | SPD   |
| Hambourg                                                                | 34 (Hambourg)                     | Johanne Reitze                       |       | SPD   |
| Hambourg                                                                | 34 (Hambourg)                     | Carl Brekelbaum                      |       | DNVP  |
| Hambourg                                                                | 34 (Hambourg)                     | Gottfried Gok                        |       | DNVP  |
| Hambourg                                                                | 34 (Hambourg)                     | Fritz Esser                          |       | KPD   |
| Hambourg                                                                | 34 (Hambourg)                     | Ernst Thälmann                       |       | KPD   |
| Hambourg                                                                | 34 (Hambourg)                     | Walther Dauch                        |       | DVP   |
| Hambourg                                                                | 34 (Hambourg)                     | Johannes Büll                        |       | DDP   |
| État libre de Mecklembourg-Schwerin État libre de Mecklembourg-Strelitz | 35 (Mecklembourg)                 | Wilhelm Kröger                       |       | SPD   |
| État libre de Mecklembourg-Schwerin État libre de Mecklembourg-Strelitz | 35 (Mecklembourg)                 | Julius Leber                         |       | SPD   |
| État libre de Mecklembourg-Schwerin État libre de Mecklembourg-Strelitz | 35 (Mecklembourg)                 | Friedrich Everling                   |       | DNVP  |
| État libre de Mecklembourg-Schwerin État libre de Mecklembourg-Strelitz | 35 (Mecklembourg)                 | Joseph Herzfeld                      |       | KPD   |
| État libre de Mecklembourg-Schwerin État libre de Mecklembourg-Strelitz | 35 (Mecklembourg)                 | Paul Schröder                        |       | NSFP  |
| Liste                                                                   | /                                 | Adolf Braun                          |       | SPD   |
| Liste                                                                   | /                                 | Paul Hertz                           |       | SPD   |
| Liste                                                                   | /                                 | Rudolf Hilferding                    |       | SPD   |
| Liste                                                                   | /                                 | Alwin Saenger                        |       | SPD   |
| Liste                                                                   | /                                 | Georg Schmidt                        |       | SPD   |
| Liste                                                                   | /                                 | Friedrich Stampfer                   |       | SPD   |
| Liste                                                                   | /                                 | Willy Steinkopf                      |       | SPD   |
| Liste                                                                   | /                                 | Paul Baecker                         |       | DNVP  |
| Liste                                                                   | /                                 | Margarete Behm                       |       | DNVP  |
| Liste                                                                   | /                                 | Johann Georg von Dewitz              |       | DNVP  |
| Liste                                                                   | /                                 | Hermann Dietrich                     |       | DNVP  |
| Liste                                                                   | /                                 | Konrad Karl Glaser                   |       | DNVP  |
| Liste                                                                   | /                                 | Moritz Klönne                        |       | DNVP  |
| Liste                                                                   | /                                 | Walther Lambach                      |       | DNVP  |
| Liste                                                                   | /                                 | Oskar Maretzky                       |       | DNVP  |
| Liste                                                                   | /                                 | Felix von Merveldt                   |       | DNVP  |
| Liste                                                                   | /                                 | Paula Müller-Otfried                 |       | DNVP  |
| Liste                                                                   | /                                 | Reinhold Quaatz                      |       | DNVP  |
| Liste                                                                   | /                                 | Alfred Roth                          |       | DNVP  |
| Liste                                                                   | /                                 | Martin Spahn                         |       | DNVP  |
| Liste                                                                   | /                                 | Luitpold Weilnböck                   |       | DNVP  |
| Liste                                                                   | /                                 | Ferdinand Werner                     |       | DNVP  |
| Liste                                                                   | /                                 | Hedwig Dransfeld                     |       | ZEN   |
| Liste                                                                   | /                                 | Hermann Hofmann                      |       | ZEN   |
| Liste                                                                   | /                                 | Clemens Lammers                      |       | ZEN   |
| Liste                                                                   | /                                 | Adam Röder                           |       | ZEN   |
| Liste                                                                   | /                                 | Peter Spahn                          |       | ZEN   |
| Liste                                                                   | /                                 | Helene Weber                         |       | ZEN   |
| Liste                                                                   | /                                 | August Wegmann                       |       | ZEN   |
| Liste                                                                   | /                                 | Wolfgang Bartels                     |       | KPD   |
| Liste                                                                   | /                                 | Max Benkwitz                         |       | KPD   |
| Liste                                                                   | /                                 | Philipp Dengel                       |       | KPD   |
| Liste                                                                   | /                                 | Peter Knab                           |       | KPD   |
| Liste                                                                   | /                                 | Wilhelm Müller                       |       | KPD   |
| Liste                                                                   | /                                 | Wilhelm Münzenberg                   |       | KPD   |
| Liste                                                                   | /                                 | Hans Pfeiffer                        |       | KPD   |
| Liste                                                                   | /                                 | Ernst Schwarz                        |       | KPD   |
| Liste                                                                   | /                                 | Konrad Sychalla                      |       | KPD   |
| Liste                                                                   | /                                 | Adelbert Düringer                    |       | DVP   |
| Liste                                                                   | /                                 | Wilhelm Kahl                         |       | DVP   |
| Liste                                                                   | /                                 | Clara Mende                          |       | DVP   |
| Liste                                                                   | /                                 | Albrecht Morath                      |       | DVP   |
| Liste                                                                   | /                                 | Jakob Riesser                        |       | DVP   |
| Liste                                                                   | /                                 | Kurt Sorge                           |       | DVP   |
| Liste                                                                   | /                                 | Gustav Stresemann                    |       | DVP   |
| Liste                                                                   | /                                 | Karl Fahrenhorst                     |       | NSFP  |
| Liste                                                                   | /                                 | August Fleck                         |       | NSFP  |
| Liste                                                                   | /                                 | Albrecht von Graefe                  |       | NSFP  |
| Liste                                                                   | /                                 | Peter von Heydebreck                 |       | NSFP  |
| Liste                                                                   | /                                 | Hermann Kriebel                      |       | NSFP  |
| Liste                                                                   | /                                 | Wilhelm Kube                         |       | NSFP  |
| Liste                                                                   | /                                 | Erich Ludendorff                     |       | NSFP  |
| Liste                                                                   | /                                 | Ernst Röhm                           |       | NSFP  |
| Liste                                                                   | /                                 | Hans Stelter                         |       | NSFP  |
| Liste                                                                   | /                                 | Fritz Tittmann                       |       | NSFP  |
| Liste                                                                   | /                                 | Gertrud Bäumer                       |       | DDP   |
| Liste                                                                   | /                                 | Karl Böhme                           |       | DDP   |
| Liste                                                                   | /                                 | Hermann Fischer                      |       | DDP   |
| Liste                                                                   | /                                 | Otto Geßler                          |       | DDP   |
| Liste                                                                   | /                                 | Ludwig Haas                          |       | DDP   |
| Liste                                                                   | /                                 | Otto Keinath                         |       | DDP   |
| Liste                                                                   | /                                 | Hugo Graf von Lerchenfeld            |       | BVP   |
| Liste                                                                   | /                                 | Wilhelm Merck                        |       | BVP   |
| Liste                                                                   | /                                 | Fritz Borrmann                       |       | WP    |
| Liste                                                                   | /                                 | Johann Viktor Bredt                  |       | WP    |
| Liste                                                                   | /                                 | Hans Hetzel                          |       | WP    |
| Liste                                                                   | /                                 | Otto Strauß                          |       | WP    |
| Liste                                                                   | /                                 | Konrad Jenzen                        |       | DtSP  |
| Liste                                                                   | /                                 | Friedrich Stock                      |       | DtSP  |
| Liste                                                                   | /                                 | Franz Haindl                         |       | BBB   |